# Сражение при Солхате
Сражение при Солхате (Кастадзоне) — эпизод войны между Генуэзской республикой и княжеством Феодоро в союзе с Крымским улусом Золотой Орды, произошедший 22 июня 1434 года у Солхата. Генуэзское войско было разбито татарскими войсками хана Хаджи I Гирея.

## Предыстория
По договору 1381 года хан Золотой Орды Тохтамыш, в благодарность за помощь против Мамая, отдал во владение Генуэзской республике побережье Готии. Это поставило в невыгодное положение находившееся в вассальных отношениях с Ордой княжество Феодоро, которое оказалось отрезано от морских портов. Недовольный таким положением, князь Феодоро Алексей I решил начать борьбу за выход к морю. В 1422—1423 годах, заручившись моральной поддержкой эмира Крымского улуса Золотой Орды, он начал военные действия против Генуи. Эта война не принесла феодоритам особого успеха, однако князь смог построить на побережье крепость-порт Каламиту.
Алексей действовал в союзе с ордынским наместником в Крыму Тегинэ-беем Ширинским. В 1432 году Тегинэ рассорился с золотоордынским ханом Улуг-Мухаммедом и провозгласил ханом Хаджи Девлет Гирея. В том же 1432 году князь Алексей установил контакт с Венецией, воевавшей с Генуей. Венецианцы даже направили в Крым эскадру из 4-х галер с целью «выяснить, что собирается предпринять господин Алексей, господин Готии, в пользу нашего государства». В 1433 году Алексей начал активные действия. В феврале под стенами генуэзской колонии Чембало появился небольшой отряд феодоритов. В городе вспыхнуло восстание, генуэзцы были изгнаны, а Чембало перешёл под власть князя Алексея.
Консул Кафы Батисто де Фонари, являвшийся главным представителем Республики Святого Георгия в Крыму, попытался отбить Чембало, но потерпел фиаско. С захватом Чембало феодоритами возникал риск падения Солдайи, гарнизон которой по Уставу 1449 года имел всего порядка 45 человек (в конце XIV века численность гарнизона колебалась от 12 до 80 человек). В сложившейся ситуации, консул направил депешу в Геную с просьбой о помощи.
Сообщение о падении Чембало стало неприятным ударом для правительства Республики. Население требовало от дожа Арондо и Совета старейшин скорых ответных действий, но Республика только что закончила не слишком удачную войну с коалицией Венеции, Флоренции и Арагона и не имела денег на снаряжение экспедиции. В итоге, деньги нашлись у Банка Сан-Джорджо, который рассчитывал взять крымские колонии под своё прямое управление и выделил правительству кредит на снаряжение экспедиции. Деньги банка позволяли нанять 20 кораблей и 6000 солдат, включая и членов экипажей. Начальником экспедиции, капитаном армады стал «золотой рыцарь» Карло Ломеллино / Ломеллини (Carlo Lomellino; титул «Золотого Рыцаря» — Cavaliere aurato — пожалован Миланским герцогом) — сын Наполеона, правителя Корсики (signore della Corsica).
4 июня 1434 года эскадра достигла Крыма. 8 июня генуэзцы штурмом взяли Чембало, отдав город на разграбление, в результате которого были «истреблены многие граждане». В плен попали сын князя Алексея, командовавший гарнизоном, и несколько его приближённых, один из которых оказался гражданином Венеции, родом из города Кандии. 9 июня генуэзцы выступили к Каламите, но феодориты без боя оставили город. Завладев пустым городом, генуэзцы предали его огню. 11 июня войска Генуи выступили к Кафе. Войска и флот двигались вдоль берега, приводя к покорности окрестные селения. 13 июня генуэзцы послали в Солхат (столицу Крымского улуса) парламентёра, но он был убит, и вопрос о мире отпал сам собой. 14 июня войска Республики Святого Георгия вышли к Кафе. Побережье вновь стало генуэзским.
В Кафе Ломеллино провёл смотр своих войск, после чего объявил о походе на Солхат. Военная демонстрация произвела должное впечатление на жителей Кафы, которые охотно выделили повозки, волов и лошадей, а все нобили Кафы изъявили желание присоединиться к армии Ломеллино. В воскресенье 21 июня, по сообщению «документа Гатари», к походу было готово около 8000 человек (из них 360 конных) и 612 возов для перевозки вооружения, бомбард и осадных приспособлений. Николо дела Порта сообщает, что собрали до 10000 человек и около 700 возов, особо выделяя 3000 человек «наших», «недисциплинированных и не выстроенных». Вероятно, он имел в виду местных жителей, набранных в возчики и для подсобных работ.
Утром 22 июня армия Республики Святого Георгия выступила в поход, растянувшись на 2 мили. Последним город покидал сам капитан Ломеллино в сопровождении трёх конных знаменосцев с развёрнутыми знамёнами Генуи, герцога Миланского и капитана Ломеллино. При выступлении из ворот Латинборга знаменосец Генуэзской республики сломал древко своего штандарта. Предзнаменование было мрачное, но знамя заменили и командующий присоединился к ожидавшим его войскам.

## Силы сторон

### Армия Республики Святого Георгия
Армия Республики делилась на три части: авангард, главные силы и арьергард. Авангард состоял из 300 всадников с оруженосцами и сопровождающими. Из 300 всадников около 100 человек были офицерами с кораблей армады, а остальные нобили Кафы. В основных силах насчитывалось около 5500 солдат, ок. 1300 из которых были арбалетчиками и составляли костяк армии, и ок. 900 возчиков при 300 возах. В арьергарде находился капитан Ломеллино, 60 всадников и 312 возов. Общая численность армии составляла около 9000 человек, включая вспомогательный персонал. Из-за жары воины оставили доспехи, арбалеты и болты в возах, двигаясь налегке.

### Войска союзников
Союзники ждали нападения и смогли собрать значительные силы. Согласно сообщению «документа Гатари», общая численность армии союзников составляла 5000 человек. Около 4000 составляли татары Крымского улуса и пришедшие из Литвы вместе с Хаджи Гиреем. Около 1000 человек составляли феодориты князя Алексея.

## Сражение
Около 16 часов дня 22 июня 1434 года армия Республики достигла местечка Кастадзон (вероятно, современное Первомайское) в 5 милях от Солхата, где на холмах заметили пятерых конных татар. Приготовившись к отражению атаки, авангард генуэзской армии по европейской традиции спешился.
Татарские всадники, быстро опорожнив колчаны, скрылись, а им на смену появился десяток. Затем из-за холма выскочили 30 татар, обскакали авангард, обходя слева, и открыли стрельбу из луков. Авангард не выдержал. Как замечает очевидец: «Около 200 верховых рассыпались. Остальные, очутившись, как уже сказано безоружными, и многие уже раненые, под дождем стрел, бросились в бегство». «Рассыпались», вероятно, оруженосцы, которые по правилам обязаны были оставаться при конях, и часть нобилей Кафы.
Татары продолжали прибывать, преследуя бегущий авангард. Беглецы, с погоней на плечах, врезались в главную баталию, идущую по дороге, и тут начался хаос. «Войско, которое шло по дороге, не отдавая себе отчета в том, что происходило, вообразило, что имеет перед собой громадное число неприятеля. Не заботясь о том, чтобы взять с повозок вооружение и арбалеты, первые ряды также побежали в беспорядке». Вслед за первыми последовали вторые, третьи и так далее. Как замечал очевидец, «без промедления наши обратились в бегство, так что один другого и всякий каждого, всех обратили в бегство». Сумятицу усугубляло ржание раненых коней и мычанье волов, впряжённых в возы. Кони бились, волы падали, возы переворачивались, возчики бежали, побросав свою скотину. А слева, параллельно дороге, неслись татары, сотня за сотней, и пускали беспрерывно стрелы в безоружную, бездоспешную, полностью деморализованную массу людей. Опорожнив колчаны, татары перескакивали через дорогу и уже с правой стороны, возвращаясь, скакали и рубили тех, кто пытался вырваться из западни. Возвратясь к исходному рубежу, татары меняли коней и саадаки, и карусель начиналась снова — с луком по левой стороне, чтоб удобней было стрелять, и с саблей по правой, чтоб удобней рубить тех, кто вырвался из-под стрел и пытался бежать.
Возможно, Карло Ломеллино ещё мог прекратить панику, но тут не выдержал арьергард, который бросился бежать, даже не завидев неприятеля, а лишь услышав крики беглецов авангарда и главной баталии. Татары продолжали преследование «до половины дороги», то есть пять миль, избиение длилось до наступления темноты. Только ночь стала спасением для генуэзцев: «Многие, не будучи в состоянии укрыться от ударов татар, прятались среди трупов, притворяясь мёртвыми. Когда настала ночь, они поднялись и побежали в город, но из этих уцелевших людей очень мало было таких, которые не получили менее трёх ран кто от стрел, кто от сабли, кто от копья».

## Итоги и последствия
Незнание принципов степной войны привело генуэзскую армию к разгрому. Поле боя осталось за войсками союзников. Пропировав ночь в Солхате, победители на следующий день вернулись на поле и отрубили головы у всех трупов. Эти трофеи отвезли в особое место и соорудили из них две башни.
Несмотря на страшный разгром, капитан Ломеллино сразу принялся за восстановление боеспособности своих войск. Потери были огромны. По сообщению Николо дела Порте, потеряно было около 2000 человек. Однако, расформировав команды нескольких кораблей, Ломеллино удалось частично восстановить боеспособность своего войска. Из Кафы капитан переместился в Чембало и жаждал продолжения войны. В письме своему племяннику Матео Ломеллино, одному из руководителей Республики, он сообщал, что в его распоряжении находится 10 нефов с 250 солдатами на каждом (кроме экипажей). Новое наступление капитан предлагал начать из Чембало.
Новая военная кампания не состоялась. Население крымских колоний настояло на мирных переговорах. Кроме того, из-за разорения местности начал ощущаться недостаток припасов.
27 июня 1434 года к стенам Чембало прибыл отряд из 200 татар с требованием о сдаче города, на что получил ответ о согласии на переговоры. На переговоры позже прибыли посредники из Трапезунда. Переговоры продвигались с трудом, но, в конце концов, 13 июля под Солхатом был заключен мир. Крымские колонии обязались платить хану дань и выкупить пленных. За простолюдина платили по 600 аспров, за нобиля по 2000 аспров. Эскадра ушла из Крыма, но Чембало остался во владении Республики.
Хан Хаджи Гирей не смог воспользоваться плодами победы. В том же 1434 году его изгнал из Крыма хан Сеид Ахмед, ставленник эмира кунгратов Хайдар-мурзы и союзник князя Свидригайло. Хаджи Гирей бежал к князю Сигизмунду. Вернуться в Крым Хаджи Гирей смог только в 1443 году благодаря политике сына Тегинэ-бея Ширина Мамаку. С тех пор власть рода Ширин в Крыму не уступала ханской.
Князь Алексей от победы не получил ничего, кроме славы. В Трапезунде он стал настоящим героем: «Кто не знает о великом Алексии, муже страшном и сильным в боях, остром разумом и ещё более быстрым в действиях? Это — несокрушимый столп Хазарии, … Солнце, обливающее лучами всю землю Готфийскую». Алексей продолжил борьбу за Чембало и в 1449 году погиб у стен города. В синодике Головиных записано: «Помяни… князя Стефана, который стал монахом под именем Симон, и детей его Григория и Алексея, что погиб в Балаклаве».
Настоящую выгоду из этой победы извлёк лишь генуэзский банк Сан-Джорджо, который получил крымские колонии в своё управление.